# Junglinster
Junglinster (luxemburgisch Jonglënsterⓘ) ist eine Gemeinde im Großherzogtum Luxemburg und gehört zum Kanton Grevenmacher.

## Zusammensetzung der Gemeinde
Die Gemeinde Junglinster besteht aus den Ortschaften:
- Altlinster (frz. Altlinster, lux. Allënster),
- Beidweiler (frz. Beidweiler, lux. Beidler),
- Blumenthal (frz. Blumenthal, lux. Blummendall),
- Burglinster (frz. Bourglinster, lux. Buerglënster),
- Eisenborn (frz. Eisenborn, lux. Eesebur),
- Eschweiler (frz. Eschweiler, lux. Eeschwëller oder im Volksmund Eeschler),
- Godbringen (frz. Godbrange, lux. Guedber),
- Gonderingen (frz. Gonderange, lux. Gonnereng),
- Graulinster (frz. Graulinster, lux. Grolënster),
- Imbringen (frz. Imbringen, lux. Amber),
- Junglinster (frz. Junglinster, lux. Jonglënster) und
- Rodenborn (frz. Rodenbourg, lux. Roudemer).

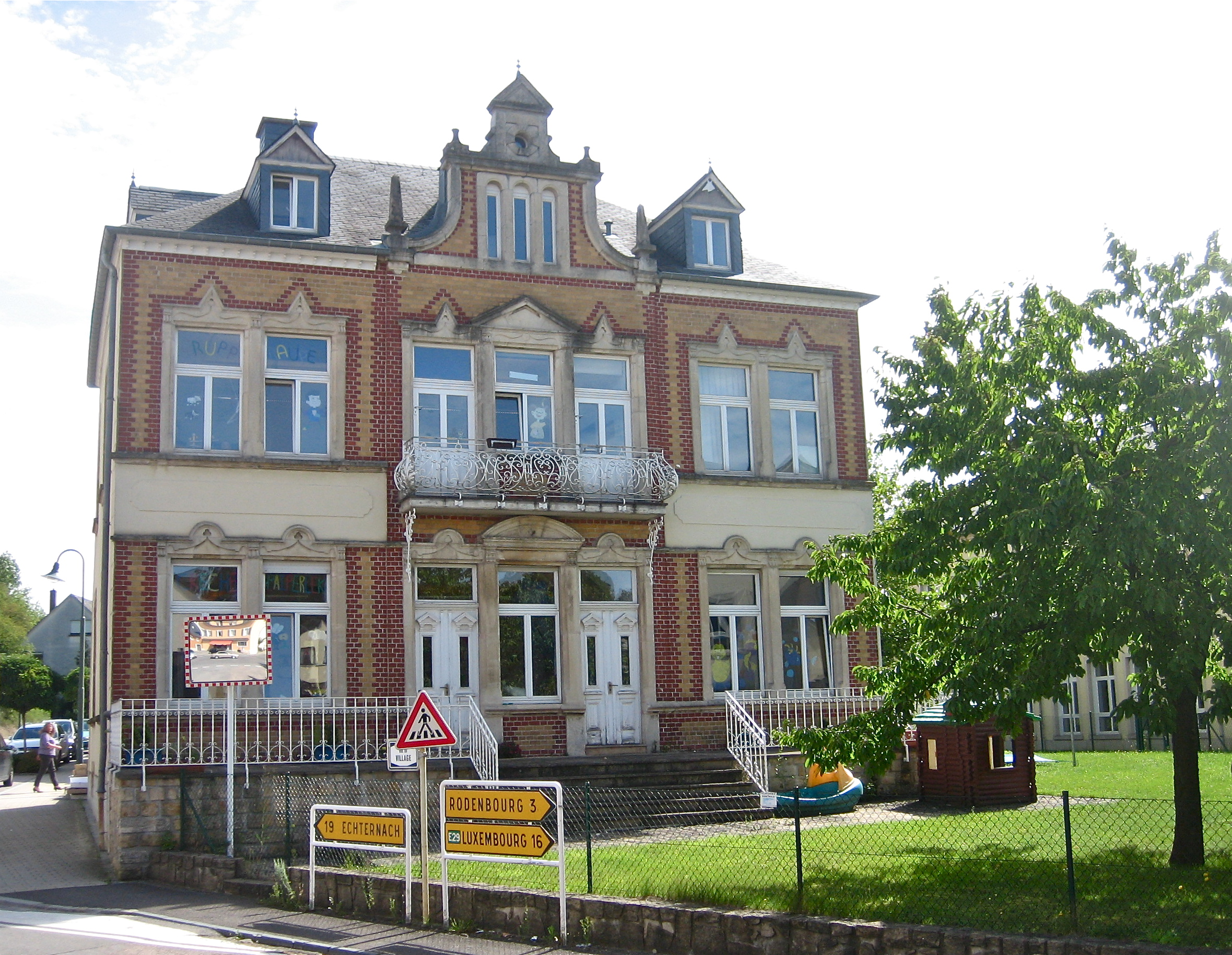
24 Rue Village in Junglinster
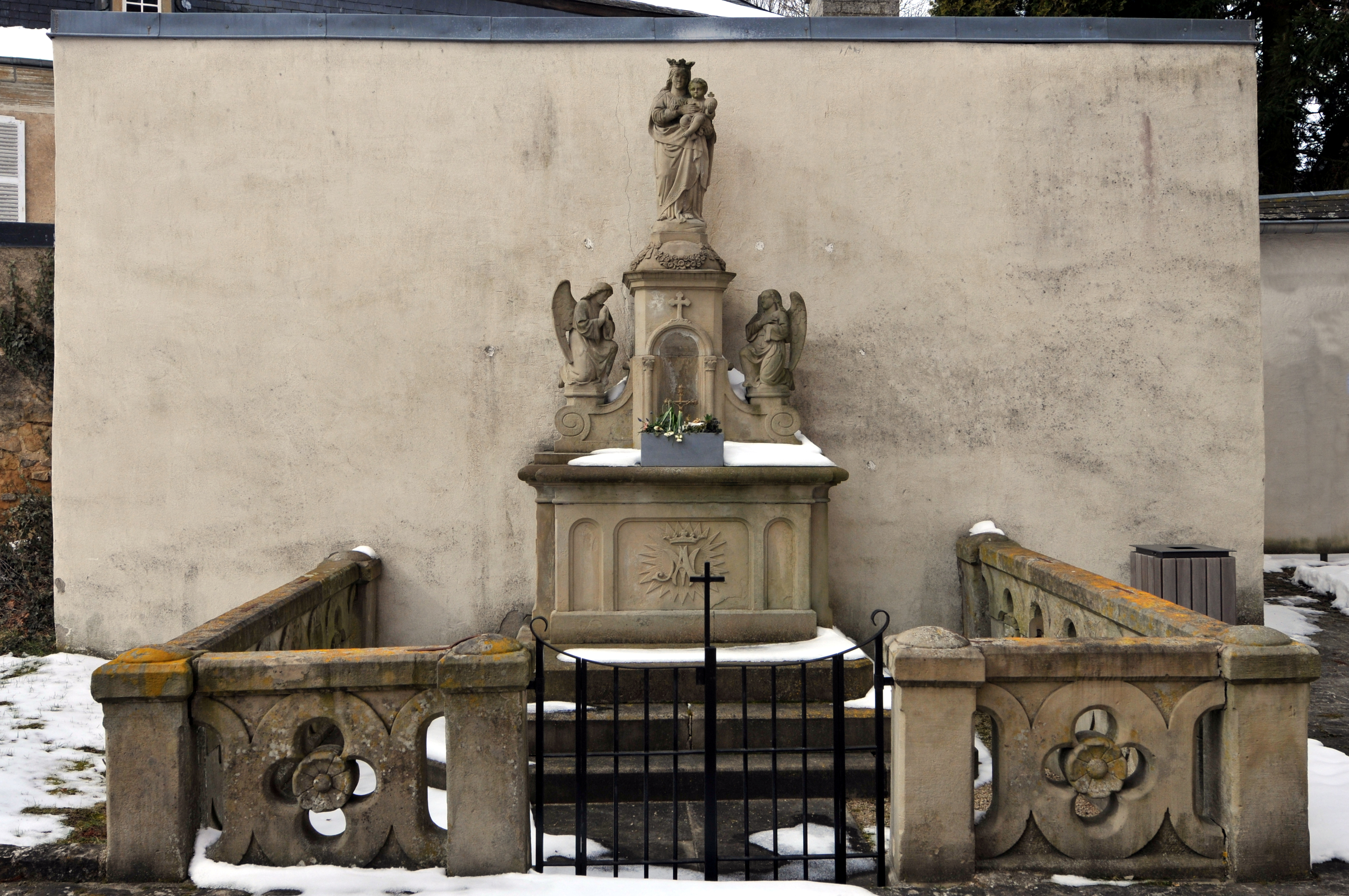
Muttergottesaltar
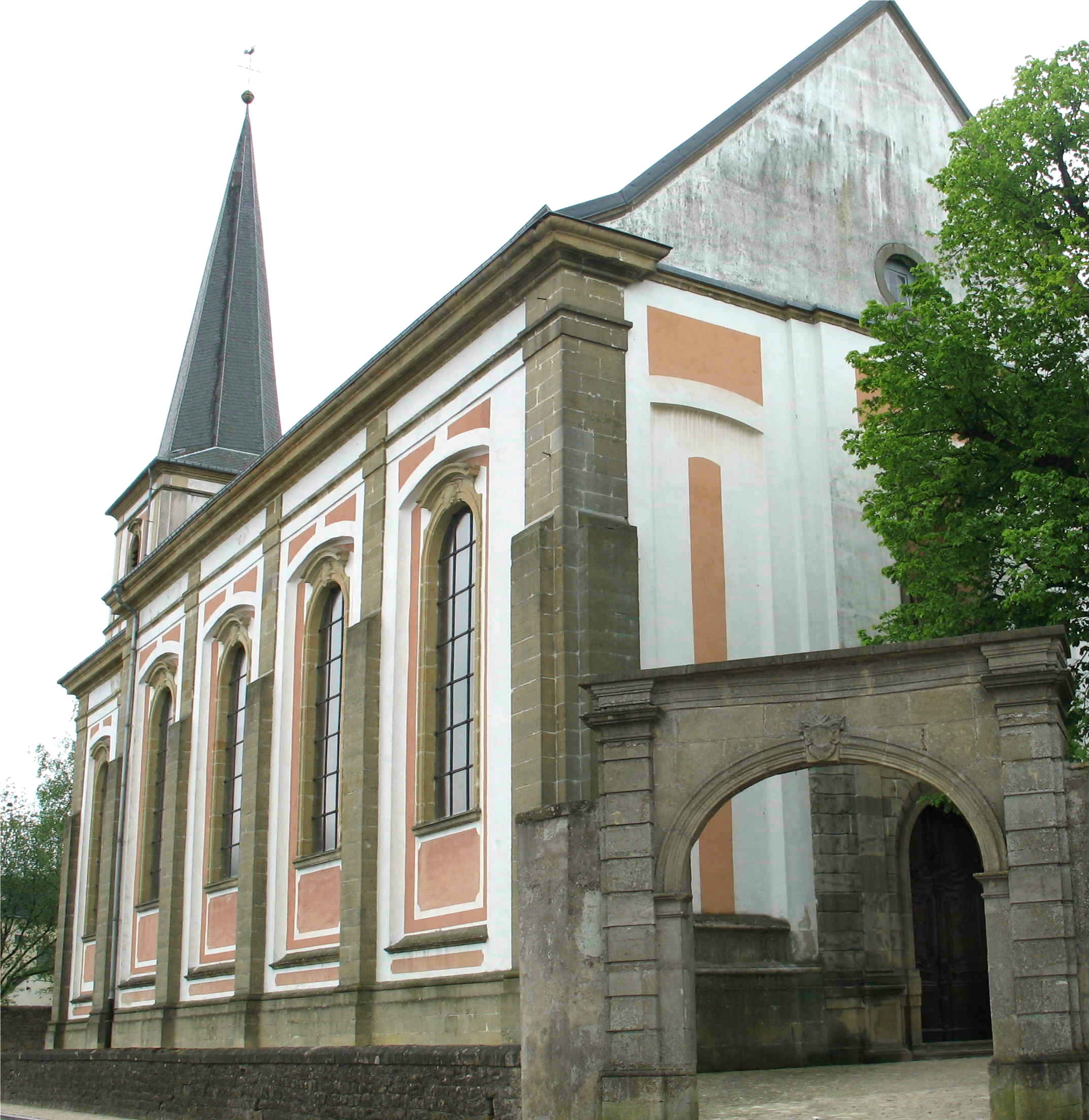
Église Saint-Martin

## Geschichte
Das Gebiet der Gemeinde Junglinster war schon seit den frühesten Zeiten besiedelt, wovon zahlreiche Funde zeugen. Nahe der Straße von Altlinster nach Godbringen befindet sich ein sog. „Heidenstein“, genannt Häerdcheslee.
Lincera wird urkundlich schon 867 erwähnt (CW GGE I,2). Das Dorf steht im Besitzverzeichnis des Klosters Sankt Simeon in Trier, das König Heinrich IV. dem Abt 1098 bestätigt (RI III, 1429). Von der „Herrschaft Linster“ wird zum ersten Mal im Schöffenweistum von Esch an der Sauer vom Jahre 1201 gesprochen. Das Wasserschloss der Herren von Linster stand in Altlinster.
Ohne Kriegserklärung und ohne Vorwarnung marschierten deutsche Truppen am 10. Mai 1940 auch in Junglinster ein. Am 20. Juli 1944 erschoss ein Luxemburger den Ortsgruppenleiter der nationalsozialistischen Volksdeutschen Bewegung in Junglinster. Zur Vergeltung ordnete Heinrich Himmler die Hinrichtung von zehn unbeteiligten Luxemburgern in deutschem Gewahrsam an. Drei von ihnen wurden auf dem Uhlrather Hof erschossen, die restlichen sieben in Lingen (Ems). An die zehn erschossenen Geiseln sowie an vier ermordete Juden und zwölf gefallene Luxemburger Zwangsrekrutierte erinnert das Monument aux morts.

## Sendeanlage
In der Nähe von Junglinster befindet sich seit 1932 eine große Sendeanlage für das auf Langwelle ausgestrahlte französischsprachige Programm der RTL Group. Radio Luxembourg strahlte sein englischsprachiges Programm ab dem 3. Dezember 1933 von hier auf Mittelwelle aus. Als Antenne kommt seit 1954 eine aus drei freistehenden, gegen Erde isolierten Sendetürmen (Selbststrahlender Sendemast) mit dreieckigem Querschnitt und einer Höhe von 215 Metern (bis 1980: 250 Meter), bestehende Richtantenne (Hauptstrahlrichtung: Südwest) zum Einsatz.
Der Sender in Junglinster war bis zur Abschaltung des stärkeren Langwellensenders Beidweiler (auch auf 234 kHz) im Jahr 2023 nur noch aktive Betriebsreserve. Koordinaten: 49° 43′ 4″ N, 6° 15′ 38″ O. Bis Mai 2011 wurden aus Junglinster auf der Kurzwellenfrequenz 6095 kHz im DRM-Modus Programme von RTL Radio, KBS World Radio und religiösen Programmanbietern gesendet. Am 1. Mai 2011 wurde dieser Kurzwellensender abgeschaltet.

## Gemeindepartnerschaft
Seit 1987 besteht eine Partnerschaft mit der rheinland-pfälzischen Gemeinde Üdersdorf.

## Bekannte Personen
- Johann Peter Klein (1812–1873), Jurist und Politiker
- Franz Neuens (1912–1985), Radsportler
- Jean-Pierre Graser (1914–1979), Boxer
- Paul Leuck (1914–1991), Journalist und Hörfunkmoderator
- Michel Braun-Schlentz (1930–2021), Sportschütze
- Lex Jacoby (1930–2015), Schriftsteller
- Tun Deutsch (1932–1977), Schauspieler